# Crataegus ursopedensis
Crataegus ursopedensis är en rosväxtart som beskrevs av James Bird Phipps och O'kennon. Crataegus ursopedensis ingår i Hagtornssläktet som ingår i familjen rosväxter. Inga underarter finns listade i Catalogue of Life.